# Arrondissement de Saint-Marc
L’arrondissement de Saint-Marc est un arrondissement d'Haïti, subdivision du département de l'Artibonite. Il a été créé autour de la ville de Saint-Marc, qui est aujourd'hui son chef-lieu. Il est peuplé par 402 873 habitants (estimation 2009).
L'arrondissement s'étend depuis la mer jusqu'aux limites de la rivière de l'Artibonite et la localité de Pont-Sondé.
L'arrondissement regroupe cinq communes :
- Saint-Marc
- Montrouis
- Liancourt
- Verrettes
- La Chapelle